# Parc éolien du lac Turkana
 (octobre 2023).
La mise en forme du texte ne suit pas les recommandations de Wikipédia : il faut le « wikifier ».
Les points d'amélioration suivants sont les cas les plus fréquents. Le détail des points à revoir est peut-être précisé sur la page de discussion.
- Les titres sont pré-formatés par le logiciel. Ils ne sont ni en capitales, ni en gras.
- Le texte ne doit pas être écrit en capitales (les noms de famille non plus), ni en gras, ni en italique, ni en « petit »…
- Le gras n'est utilisé que pour surligner le titre de l'article dans l'introduction, une seule fois.
- L'italique est rarement utilisé : mots en langue étrangère, titres d'œuvres, noms de bateaux, etc.
- Les citations ne sont pas en italique mais en corps de texte normal. Elles sont entourées par des guillemets français : « et ».
- Les listes à puces sont à éviter, des paragraphes rédigés étant largement préférés. Les tableaux sont à réserver à la présentation de données structurées (résultats, etc.).
- Les appels de note de bas de page (petits chiffres en exposant, introduits par l'outil «  Source ») sont à placer entre la fin de phrase et le point final[comme ça].
- Les liens internes (vers d'autres articles de Wikipédia) sont à choisir avec parcimonie. Créez des liens vers des articles approfondissant le sujet. Les termes génériques sans rapport avec le sujet sont à éviter, ainsi que les répétitions de liens vers un même terme.
- Les liens externes sont à placer uniquement dans une section « Liens externes », à la fin de l'article. Ces liens sont à choisir avec parcimonie suivant les règles définies. Si un lien sert de source à l'article, son insertion dans le texte est à faire par les notes de bas de page.
- La présentation des références doit suivre les conventions bibliographiques. Il est recommandé d'utiliser les modèles {{Ouvrage}}, {{Chapitre}}, {{Article}}, {{Lien web}} et/ou {{Bibliographie}}. Le mode d'édition visuel peut mettre en forme automatiquement les références.
- Insérer une infobox (cadre d'informations à droite) n'est pas obligatoire pour parachever la mise en page.

Pour une aide détaillée, merci de consulter Aide:Wikification.
Si vous pensez que ces points ont été résolus, vous pouvez retirer ce bandeau et améliorer la mise en forme d'un autre article.
 (octobre 2023).

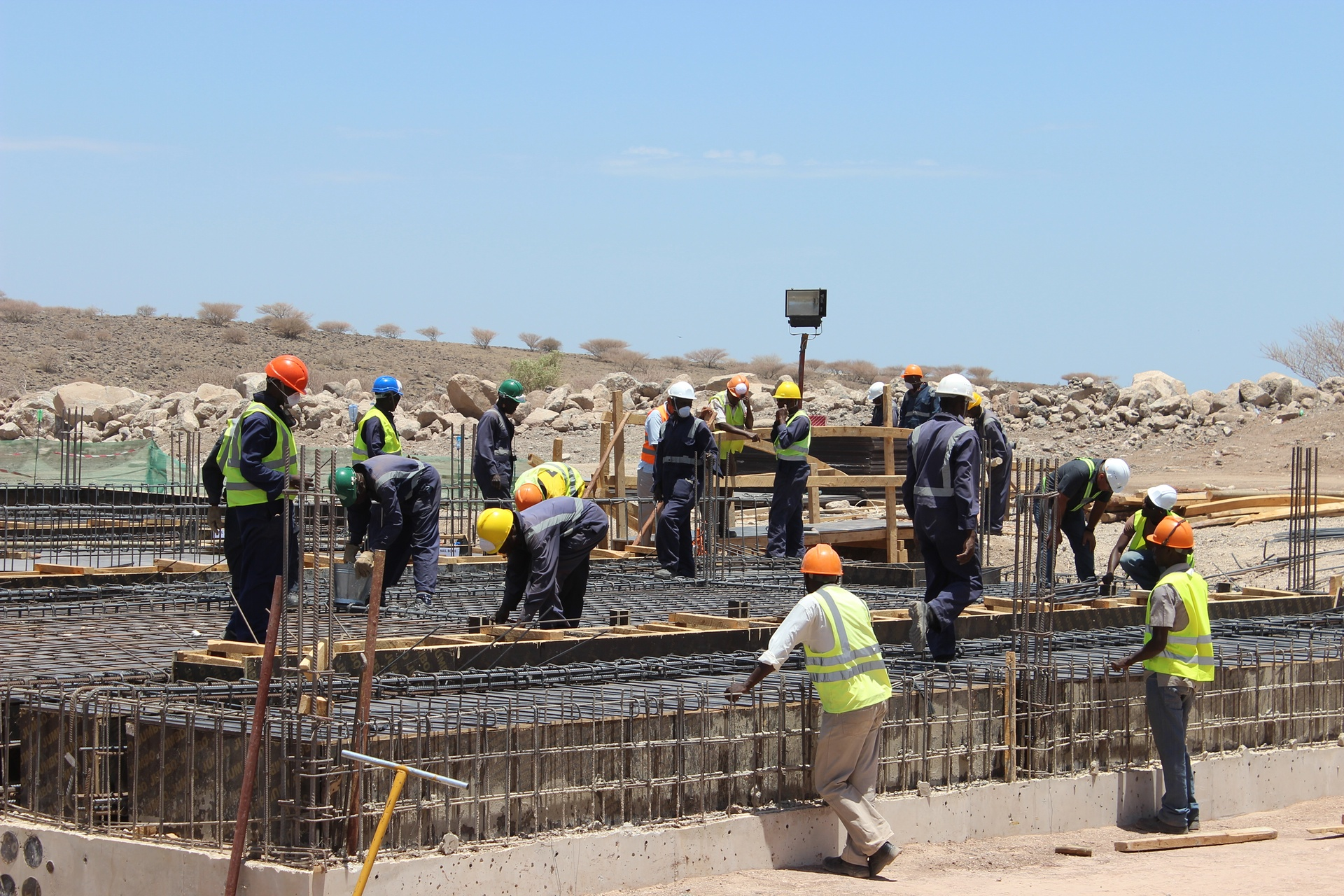
Travaux sur le chantier

Le parc éolien du lac Turkana (LTWP: Lake Turkana Wind Power Station en anglais) est situé dans le district de Loiyangalani, dans le comté de Marsabit, à environ 545 km, par la route, au nord de Nairobi, la capitale du Kenya.
Situé dans le nord du Kenya, il couvre une surface de 160 km2 et est le plus grand parc éolien d'Afrique subsaharienne. Il est installé sur une zone terrestre qui commence sur la rive sud-est du lac Turkana et se termine entre le mont Kulal et le mont Nyiru. Il est géré par le consortium Lake Turkana Wind Power Ltd, de plus, il utilise des systèmes du fabricant danois de turbines Vestas.
Il comprend 365 éoliennes d'une puissance unitaire de 850 kilowatts (kW). Le réseau de distribution électrique aérien est connecté à une sous-station haute tension qui le relie au réseau national. L'électricité produite est achetée à prix fixe par Kenya Power (KPLC) sur une période de 20 ans conformément à l'accord d'achat d'électricité (PPA) négocié avec ce dernier. Le projet a été achevé en janvier 2017, mais le réseau de transport  de l'énergie n'a été terminé qu'en juillet 2019.
En raison des conditions de vent particulières sur le site, un facteur de capacité élevé de plus de 70% a été atteint depuis la mise en service en septembre 2018 . La capacité de production annuelle est estimée à près de 2 000 GWh.
Le parc éolien couvrirait environ 15% des besoins quotidiens en électricité du Kenya et alimenterait environ 1,5 million de ménages.

## Emplacement
Le parc éolien est situé à environ 50 km, au nord de la ville de South Horr, dans le sous-comté de Loyangalani, dans l'extrême ouest du comté de Marsabit, dans l'ancienne province de l'Est. Cet emplacement se trouve à environ 194 km, par la route, à l'ouest de Marsabit, siège du comté. La puissance du vent est la plus forte le matin et en octobre, et la plus faible l'après-midi et en février, contrastant avec la centrale éolienne de Ngong Hills.
Le projet est implanté sur des terres en fiducie appartenant aux autorités locales, utilisées par des pasteurs autochtones. Les tribus qui utilisent les terres dans cette zone sont celles de El Molo, Rendille, Samburu, Turkana ainsi que d'autres communautés autochtones et pastorales du sud-est du comté de Marsabit.

## Spécification
Le site du parc éolien couvre environ 40 000 acres soit environ 160 km2. La ferme dispose de 365 turbines (type Vestas V52), chacune d'une capacité de 850 kW. Les V52 une fois sorties de production sont imbriquées pour le transport par route sur les 1 200 km depuis le port de Mombasa. Quelque 200 km de route ont dû être construites spécialement,,.
La puissance générée par les éoliennes est transmise via des câbles électriques aériens (33 kV) jusqu'à une sous-station locale. De là, l'énergie est acheminée via des lignes électriques à haute tension (400 kV)  vers une seconde sous-station à Suswa, à environ 520 km au sud de Loyangalani. À Suswq, elle est ensuite injectée dans le réseau électrique national.
La construction a véritablement débuté en avril 2015 et la pleine exploitation a commencé en 2018  alors que la fourniture des premiers 90 MW était prévue pour octobre 2016 avec la mise en service complète des 300 MW en juillet 2017.
L'électricité est achetée par Kenya Power Company à un prix fixe pendant 20 ans à compter de la mise en service. Dans le cadre de l'aménagement, la route reliant Laisamis au site du projet, sur une distance d'environ 195 kmdevait être remise en état.

## Historique du projet
LTWP a été créé en 2006 grâce au partenariat d' Anset Africa Limited, une entreprise impliquée dans le développement et la gestion de projets dans les domaines du tourisme, de l'énergie biogaz, des télécommunications, de la gestion des déchets solides et de la construction de routes et KP&P, une entreprise qui développe et exploite des projets éoliens. En 2005, des discussions sont engagées avec le gouvernement kenyan au sujet du développement d'un projet éolien près du lac Turkana. Ainsi en 2007 débutent des évaluations éoliennes et un sondage du terrain. Le 10 avril 2008, un protocole d'accord (MOU) est signé  entre le LTWP et Kenya Power. En mars 2009, les permis fonciers numéro IR 6395/1 (LR 28031) et numéro IR 6396/1 (LR 28031/2) sont signés avec le gouvernement kenyan. Les communautés locales n'ont eu connaissance des plans qu'en avril 2014. La construction  commence en octobre 2014 et l'achèvement prévu pour juin 2017.
En mars 2016, la première cargaison de 30 éoliennes arrive sur place en prévision de la mise en service des 50 premiers MW en septembre 2016. Au 9 mars 2017, la centrale éolienne du lac Turkana est prête à produire 33% des 310 MW prévus. À cette époque, les 365 éoliennes sont érigées ,.
Le 19 juillet 2019, Uhuru Kenyatta, président du Kenya, met officiellement en service les 438 km de ligne électrique haute tension 400 kV Loiyangalani-Suswa qui injecte la puissance générée dans le réseau national. À cette époque, la centrale produit en moyenne 199 MW soit 64% de sa capacité potentielle théorique de 310,25 MW.

## Développeurs et financement

### Partenaires exécutifs
L'entreprise propriétaire du parc éolien est la Lake Turkana Wind Power Limited. Le consortium qui détient LTWP Limited comprend les entités suivantes: 
- KP&P BV Africa
- Aldwych International Limited
- Norfund[24].
- IFU-Danish Development Bank
- FinnFund
- Other Equity Partners
- Wind Power A.S. (Vestas). Il est prévu que le fournisseur de turbines sollicite Google qui doit payer 40 millions USD pour une participation de 12,5 % dans le projet d'électricité, une fois celui-ci opérationnel[25]. En février 2020  Google Inc. décline le partenariat[26]. Vestas, le fournisseur danois de turbines, qui détient 12,5% de la société holding déclare dans les médias danois que les retards dans l'achèvement de la ligne de transmission haute tension ont entraîné l'annulation du contrat de transfert en 2019 [27].

### Partenaires financiers
L'acteur principal du montage de financement d'un montant de 853,12 millions de dollars  est la Banque africaine de développement en association avec la Standard Bank et Nedbank Capital d'Afrique du Sud.
Les entités qui ont participé au financement du projet sont,.
- African Development Bank
- Standard Bank of South Africa
- Nedbank Capital
- Norfund
- European Investment Bank
- Netherlands Development Finance Company
- PROPARCO
- East African Development Bank
- Trade and Development Bank
- German Investment Corporation
- Triodos Bank
- EKF Bank
- Overseas Private Investment Corporation[30].

### Donateurs
Deux entités ont fait des dons au projet: 
- Gouvernement des Pays - Bas :  10 millions d'euros
- Fonds fiduciaire UE-Afrique pour les infrastructures (qui fait partie de la Commission européenne ) : 25 millions d'euros.

## Financement de la ligne de transmission et sous-station
En 2010, le gouvernement espagnol s'engage à financer la construction de 427 km de réseau électrique à double circuit. L'offre de 150 millions de dollars  comprend: 
- Un « prêt concession » de 55 millions d'euros (74 millions de dollars) avec un intérêt de 0,10% sur 30 ans, dont une période de grâce de 14 ans. Le prêt est finalisé par un « accord de coopération financière » entre le ministère des Finances du Kenya et le ministère espagnol de l'Industrie, du Tourisme et du Commerce ;
- 55 millions d'euros en « crédit commercial » avec le soutien de la compagnie espagnole d'assurance-crédit à l'exportation aux conditions de l'OCDE ;
- Une « garantie souveraine » du gouvernement kenyan.

La Kenya Electricity Transmission Company (KETRACO), une entité appartenant au gouvernement créée en 2008, finance également en partie la ligne de transport et la sous-station au moyen d'un accord avec Kenya Power. La société espagnole Isolux Corsán remporte un appel d'offres de 208,1 millions de dollars pour cette construction.

## Péripétie financière

### La Banque mondiale se retire du projet
En 2012, le LTWP subit un revers lorsque la Banque mondiale retire son soutien au projetcraignant que la quantité d'électricité produite soit supérieure au besoin réel du pays. Le directeur  du Groupe de la Banque mondiale au Kenya, Johannes Zutt, déclare « que le Kenya pourrait se retrouver avec une puissance excédentaire sur le réseau d'une valeur allant jusqu'à 8,5 milliards de shillings (équivalant à 100 millions de dollars) par an ». À l'origine, le projet devait être pleinement opérationnel à la fin de 2014. Vu les tergiversations de la banque, son retrait est jugé positif, car cela débloque la situation permettant au LTWP d'avancer vers la clôture financière. Une source de la société de transport d'électricité Ketraco  indique que l'agence est satisfaite de la décision de la Banque mondiale de se retirer. « Nous sommes heureux que la Banque mondiale se soit retirée. Ils mettaient beaucoup d'obstacles sur notre chemin mais maintenant nous pouvons aller de l'avant. »

## Impacts économiques
Le LTWP qui est le plus grand investissement privé au Kenya à ce moment-là affirme que le parc éolien réduira la dépendance du Kenya à l'égard des centrales électriques au gazole et au fioul lourd. Les importations de combustibles pour alimenter les centrales thermiques coûtent annuellement au contribuable kenyan 150 millions de dollars (17 milliards KES). Il est prévu que le projet contribue à 3 milliards KES (35 millions US$) par an et 58,6 milliards KES (673 millions US$) en recettes fiscales sur une période de 20 ans. Pendant la construction, environ 2 500 travailleurs sont embauchés. Une fois mise en service, il est prévu que la  centrale emploie 200 personnes à plein temps,.

## Impacts sur l'État kenyan et les consommateurs
Le projet présente un avantage stratégique pour le Kenya car par son montant de 70 milliards de shillings (625 millions d'euros), il s'agit du plus important investissement privé de l'histoire du Kenya. Avec un tarif d'électricité de 7,52 cents par kWh, le LTWP est avec la géothermie l'un des tarifs d'électricité les plus bas du Kenya qui devrait économiser jusqu'à 120 millions de dollars par an en coûts de carburant en réduisant sa dépendance aux centrales diesel,.
Le contrat du LTWP (Power Purchase Agreement) avec la société d'État Kenya Power oblige le service public à « acheter exclusivement toute l'électricité produite par le parc éolien, l'électricité produite sera achetée à un prix fixe par Kenya Power (KPLC) sur une période de 20 ans conformément au contrat d'achat d'électricité (PPA) signé ».
En outre, le gouvernement kenyan apporte des garanties avec le LTWP pour couvrir les coûts au cas où Kenya Power ne pourrait pas payer l'excédent d'électricité pendant la durée du contrat. Afin d'atténuer ce risque, le Fonds africain de développement fournit une « garantie partielle contre les risques» jusqu'à concurrence de 20 millions d'euros.Le gouvernement kenyan est également responsable des pertes résultant d'un retard dû à des causes politiques ou à l'échec du projet. Ces coûts, ainsi que les dépenses de la ligne de transport, sont donc susceptibles d'être répercutés sur les contribuables et les consommateurs d'électricité kenyans en plus de l'électricité produite et entraînent des prix pour les utilisateurs d'électricité plus élevés que les tarifs annoncés.
Le projet LTWP devrait fournir jusqu'à 20% de la capacité d'absorption d'énergie éolienne par le réseau électrique kenyan,.

## Péripéties judiciaires

### Procès de la Haute Cour de Meru
En octobre 2014, les communautés locales de Turkana ont déposé une plainte contre le LTWP devant la Haute Cour de Meru, au Kenya, afin de faire annuler les titres de propriété obtenus par la société et ramener la terre à son statut d'origine de terre communautaire. En novembre 2016, le juge Peter Njoroge de la Haute Cour de Meru rejette le recours déposé par les résidents de Marsabit qui demande au tribunal d'arrêter le projet Wind Power.

## Reproches

### Questions relatives aux droits des autochtones
Le LTWP a commencé ses activités de prospection en 2005, neuf ans avant le début de la construction d'octobre 2014 sans que les autochtones soit tenus informés de la nature exacte du projet 

### Impacts sociaux et environnementaux
Des impacts sociaux et environnementaux négatifs ont été mis en évidence lors de l' évaluation des impacts environnementaux et sociaux (EIES) du LTWP, qui laisse apparaître le risque de graves répercussions sur le bien-être social, culturel, économique et politique des communautés touchées.
Le LTWP documente les plans détaillés de la construction d'un nouveau « camp » pour habiter 2 500 travailleurs de chantier, déclarant que ces travailleurs seront recrutés parmi les habitants locaux qui seront formés pour le travail. Cependant, cette partie du nord du Kenya manque de personnel pour fournir la main-d'œuvre, de sorte que le LTWP devra recruter la plupart de ces travailleurs en dehors de la zone locale.
Selon l'EIES, il y a aura des impacts locaux négatifs dus à l'arrivée des 2 500 travailleurs et au chantier en général comme la contamination culturelle, un risque accru de VIH / sida, de paludisme, de bilzharie, une insécurité accrue et des conflits communautaires.
Au niveau du chantier, son importance et le milieu d’exécution  laisse présager une gestion difficile de la main-d'œuvre, l' augmentation des accidents et des risques professionnels, l augmentation des comportements antisociaux comme le vol, la consommation d'alcool, la production de bières illégales et de la prostitution. À long terme il se profile une érosion de la vie communautaire normale, une demande accrue de ressources en bois dans une zone où la pénurie est déjà « aiguë », des problèmes d'assainissement et d'élimination des déchets ainsi que la diminution de la superficie de pâturage du bétail.
Cependant, les impacts sociaux positifs du projet seraient supérieurs aux impacts négatifs et les communautés locales seront aidées par le biais de la fondation Winds of Change. Des habitants auraient été informés du projet dès 2007, tandis que d'autres dénoncent un manque d'informations chronique.
1 180 habitants du village de Sarima ont été relocalisées et indemnisées chacun de 13 000 KSh (environ 113 €), tandis que les habitants de Samburu ont exprimé leur accord du projet,.

### Forum foncier des peuples autochtones de Sarima
En février 2015 est créé le « Forum intertribal  des terres des peuples autochtones de Sarima » (SIPLF) réunissant les communautés autochtones hostiles au projet éolien. Le Forum porte le nom du village de Sarima qui doit être déplacé pour l’exécution du projet. Dans sa déclaration du 7 février 2015 le SIPLF déclare: « Les communautés El Molo, Rendille, Samburu, Turkana et d'autres communautés autochtones et pastorales de la circonscription de Laisamis et de Karare Ward, dans le comté de Marsabit, dans le nord du Kenya, rejettent la privatisation illégale de 150 000 acres de nos terres ancestrales par le consortium européen Lake Turkana Wind Power Limited (LTWP) ».
Le SIPLF n'est pas contre le développement d'un parc éolien, s'il y a des avantages constatés :  
« Nous ne sommes pas contre l'établissement d'un projet éolien. Nous connaissons la puissance du vent sur nos terres ancestrales et nous voulons qu'il contribue au développement durable de nos communautés, du comté de Marsabit et du Kenya dans son ensemble. Nous sommes déterminés à y parvenir sur la base de l'appropriation et du leadership de nos communautés. Nous n'autoriserons en aucun cas le vol de nos terres » .
Contrairement aux documents produits par le LTWP sur la sensibilité culturelle du projet, le SIPLF affirme que « les représentants du LTWP ont exprimé, en actes et en paroles, leur mépris total pour notre région et pour l'environnement et les  riches cultures de nos communautés ».
Carlo Van Wageningen, l'un des fondateurs de LTWP, a exprimé cette mauvaise perception en termes éloquents: « Si vous deviez voir certaines des images de notre site éolien, de notre site, je dirais que cela me rappelle les photos que je voir de la lune. Chaque colline est un cratère, c'est de vieilles coulées de lave et de la roche de lave partout, et il y a beaucoup de vent. Il n'y a absolument rien là-bas, il n'y a pas d'infrastructure, il n'y a pas de connexions électriques, il n'y a pas de routes, il n'y a aucun moyen d'héberger qui que ce soit à moins de les mettre dans une tente, donc nous devons tout construire » .
Un autre témoignage de cette attitude est fourni par M. Parker dans un article du The Wall Street Journal de mai 2015. « Vous êtes très loin de la civilisation... ». Le SIPLF n'est plus actif depuis février 2015.

## Pénalités pour charge de capacité
En août 2017, le Daily Nation  rapporte qu' en janvier 2017, les propriétaires de la centrale ont commence à facturer à la Kenya Power Company une charge de capacité mensuelle de 700 millions KSh (environ 7 millions de dollars US), pour l'électricité produite par la centrale qui ne peut être évacuée faute de ligne à haute tension pour la transmettre à la sous-station de Suswa. À la suite de négociations, en septembre 2017, le gouvernement du Kenya accepte de payer un total de 5,7 milliards de shillings (environ 55,83 millions de dollars US), en versements mensuels, répartis sur une période de six ans. Le paiement mensuel s'élève à 78 600 000 shillings (environ 769 833 dollars US). La surcharge mensuelle sera répercutée sur les consommateurs, à partir de mai 2018, date à laquelle la ligne électrique à haute tension devrait être achevée.
La ligne de transmission a été achevée et connectée au réseau national le 24 septembre 2018. Les retards ont entraîné des amendes totales de 127 millions d'euros (14,5 milliards de shillings). Dans un accord conclu en 2017, le Kenya s'est engagé à payer 46 millions d'euros (5,7 milliards de shillings) du montant total de la pénalité, tandis que le solde de 81 millions d'euros (9,25 milliards de shillings aux taux en vigueur) devrait être payé sur une période de six ans par une augmentation tarifaire d'électricité.